# Mesodasys
Genre
Mesodasys est un genre de gastrotriches de la famille des Cephalodasyidae.

## Liste des espèces
Selon World Register of Marine Species (23 juin 2025) :
- Mesodasys adenotubulatus Hummon, Todaro & Tongiorgi, 1993
- Mesodasys brittanica Hummon, 2008
- Mesodasys hexapodus Rao & Ganapati, 1968
- Mesodasys ischiensis Hummon, Todaro & Tongiorgi, 1993
- Mesodasys laticaudatus Remane, 1951
- Mesodasys littoralis Remane, 1951
- Mesodasys rupperti Hummon, 2008
- Mesodasys saddlebackensis Hummon, 2010

## Systématique
Ce genre a été décrit par Remane en 1951. Il est placé dans les Cephalodasyidae par Hummon (d) et Todaro (d) en 2010.

## Publication originale
- (de) Remane, « Mesodasys, ein neues Genus der Gastrotricha Macrodasyoidea aus der Kieler Bucht », Kieler Meeresforschungen, 1951, vol. 8, no 1, p. 102-105.